# ALA-LC-transkription
ALA-LC (American Library Association - Library of Congress) är en uppsättning standarder för romanisering (transkribering), det att återge text från andra skrivsystem med hjälp av det latinska alfabetet.

## Tillämpningsområden
Systemet används av nordamerikanska bibliotek och British Library (för förvärv sedan 1975) och i publikationer över hela den engelsktalande världen för att representera bibliografisk information.
Eftersom MARC-standarden har utvidgats för att tillåta material som innehåller Unicode- tecken, inkluderar många katalogister nu bibliografisk data med både latinska och ursprungliga tecken.

## Skript
ALA-LC-transkription består av över 70 transkriptionstabeller. Här är några exempel på tabeller:
- En transkriptionstabell för Cherokee skapades av LC och ALA 2012 och godkändes därefter av ett Cherokee Tri-Council-möte i Cherokee, North Carolina. Det var den första ALA-LC-transkriptionstabellen för en indiansk stavelseskrift.[5]
- I den kinesiska transkriptionstabellen användes Wade–Giles- transkriptionssystem fram till 1997, då Library of Congress (LC) tillkännagav ett beslut att byta till Pinyin-systemet.[6]